# Hágöngulón
El Hágöngalón es un lago en las Tierras Altas de Islandia.

## Características
Tiene una superficie de 37 km² y se encuentra 10 km al este de la carretera Sprengisandur, que atraviesa Islandia de sur a norte, y a una distancia similar al oeste del glaciar Vatnajökull. Al sur se encuentra el campo de lava de Hágönguhraun. Lo alimentan varios arroyos que provienen del deshielo del Vatnajökull. Allí nace el Kaldakvísl, un afluente del Þjórsá, que fluyen hacia el suroeste.